# وبویه، کنیا
وبویه (به انگلیسی: Webuye) شهری در استان غربی واقع در کشور کنیا است که در سال ۱۹۹۹ میلادی ۴۸٫۸۰۶ نفر جمعیت داشته و جمعیت آن در سال ۲۰۰۵ میلادی به ۶۳٫۷۸۸ نفر رسیده‌است.